# Robotobibok
Gli Robotobibok sono un quartetto jazz polacco.

## Membri
- Kuba Suchar - batteria, minimoog
- Artur Majewski - tromba, tastiera
- Marcin Ożóg - contrabbasso, basso elettrico
- Jakub Cywiński - contrabbasso, basso elettrico

### Altri Musicisti
- Maciek Bączyk - chitarra, ARP Odyysey
- Marcin Ciupidro - vibrafono
- Adam Pindur - sassofono, moog, rhodes piano

## Discografia
- 2000 - Jogging (Vytvornia OM)
- 2002 - Instytut Las (Vytvornia OM)
- 2004 - Nawyki Przyrody (Vytvornia OM)